# Antonio Spallino
Antonio Spallino (ur. 1 kwietnia 1925 w Como, zm. 27 września 2017 tamże) – włoski florecista i szpadzista, trzykrotny medalista olimpijski i wielokrotny medalista mistrzostw świata.

## Kariera sportowa
Na igrzyskach olimpijskich w Helsinkach w 1952 roku Włosi w składzie: Edoardo Mangiarotti, Manlio Di Rosa, Giancarlo Bergamini, Antonio Spallino, Giorgio Pellini i Renzo Nostini zdobyli srebrny medal w zawodach drużynowych. Indywidualnie nie startował. Na rozgrywanych cztery lata później igrzyskach olimpijskich w Melbourne wspólnie z Edoardo Mangiarottim, Manlio Di Rosą, Giancarlo Bergaminim, Luigim Carpanedą i Vittorio Lucarellim zwyciężył drużynowo. W zawodach indywidualnych zdobył brązowy medal, w rundzie finałowej najlepszy był Francuz Christian d’Oriola, natomiast Spallino uzyskał taki sam wynik jak Giancarlo Bergamini. W barażu o srebrny medal Spallino przegrał 4:5.
Podczas mistrzostw świata w Kairze w 1949 roku razem z Roberto Battaglią, Luigim Cantone, Marco Antonio Mandruzzato, Dario Mangiarottim i Edoardo Mangiarottim zdobył złoty medal w szpadzie drużynowej. Następnie wspólnie z Giancarlo Bergaminim, Manlio Di Rosą, Roberto Ferrarim, Edoardo Mangiarottim i Renzo Nostinim zdobył drużynowo srebrny medal na mistrzostwach świata w Brukseli w 1953 roku. W tej samej konkurencji zdobywał też złote medale na mistrzostwach świata w Luksemburgu (1954) i mistrzostwach świata w Rzymie (1955) oraz brązowe na mistrzostwach świata w Paryżu (1957) i mistrzostwach świata w Filadelfii (1958).

## Poza sportem
Z wykształcenia był prawnikiem i w tym zawodzie pracował po zakończeniu kariery. Zajął się także polityką, jako członek Chrześcijańskiej Demokracji był burmistrzem Como w latach 1970-1985. W latach 1988–1996 był prezydentem Panathlon International.